# Statistiche e record di Garbiñe Muguruza
| Finali in carriera |                         |       |       |     |        |
| |                         |       |       |     |        |
| Specialità | Categoria               | Vinte | Perse | Tot | V %    |
| Singolare | Grande Slam             | 2     | 2     | 4   | 50%    |
| Singolare | Olimpiadi estive        | 0     | 0     | 0   | -      |
| Singolare | WTA Finals              | 1     | 0     | 0   | 100%   |
| Singolare | Tournament of Champions | 0     | 0     | 0   | -      |
| Singolare | WTA 1000 *              | 3     | 2     | 5   | 60%    |
| Singolare | WTA 500 & 250 **        | 4     | 3     | 7   | 57,14% |
| Singolare | Totale                  | 10    | 7     | 17  | 59%    |
| Doppio | Grande Slam             | 0     | 0     | 0   | -      |
| Doppio | Olimpiadi estive        | 0     | 0     | 0   | -      |
| Doppio | Torneo di fine anno     | 0     | 1     | 1   | 0%     |
| Doppio | WTA 1000 *              | 3     | 3     | 6   | 50%    |
| Doppio | WTA 500 & 250 **        | 5     | 1     | 6   | 83%    |
| Doppio | Totale                  | 5     | 5     | 10  | 50%    |
| * Conosciuti in precedenza come tornei "Tier I" fino al 2008, mentre dal 2009 al 2019 "WTA Premier Mandatory & 5" ** Conosciuti in precedenza come tornei "Tier II, III, IV, V" fino al 2008, mentre dal 2009 al 2019 "WTA Premier & International" |                         |       |       |     |        |

In questa pagina sono riportare le statistiche realizzate da Garbiñe Muguruza durante la sua carriera tennistica.

## Carriera tennistica

### Grandi Slam, Olimpiadi e tornei di fine anno
Nei tornei del Grande Slam ottiene buoni risultati nel 2014, quando per la prima volta supera la prima settimana del torneo all'Open di Francia, dopo aver centrato nel secondo turno la prima vittoria su una numero uno (in questo caso Serena Williams), venendo poi sconfitta dalla futura campionessa Marija Šarapova. Fa ancora meglio in doppio raggiungendo la semifinale. L'anno seguente, oltre a ripetere i quarti di finale a Parigi, raggiunge la sua prima finale Slam a Wimbledon (subendo la vendetta Serena Williams), grazie alla quale entra per la prima volta tra le migliori dieci tenniste del mondo e riporta la Spagna in finale a Londra a distanza di quasi 20 anni.

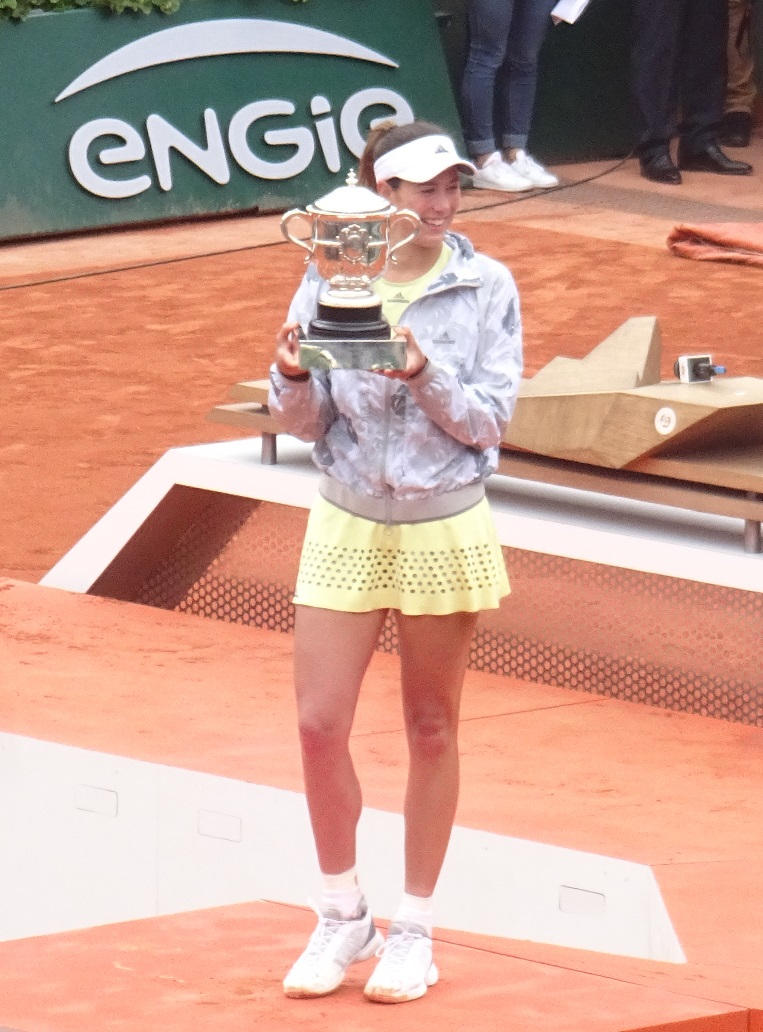
Muguruza con il primo Slam vinto in carriera, l'Open di Francia 2016.

Nel 2016 si presenta al Roland Garros con due quarti di finale alle spalle, ma contro ogni prognostico raggiunge la finale e si sbarazza di Serena Williams, l'allora numero uno del mondo, con lo score di 7-5 6-4: la Muguruza si aggiudica il primo Slam all'età di 22 anni e solo alla sesta finale WTA disputata in carriera. Inoltre, riporta il titolo in patria che mancava nella bacheca del tennis femminile spagnolo dal 1998, quando a festeggiare fu Arantxa Sánchez Vicario, e diventa la settima tennista nella storia dell'Open di Francia a riuscire a sconfiggere una numero uno del mondo in finale; mentre è solo la seconda giocatrice, dietro a Petra Kvitová, nata negli Anni '90 a sollevare un trofeo di tale portata. 
Nel 2017, invece, raggiunge un quarto di finale agli Australian Open, ma più memorabile è la vittoria del suo secondo Slam a Wimbledon, dove si impone su Venus Williams per 7-5 6-0: è il primo bagel della statunitense sull'erba in carriera; Muguruza diventa la prima tennista nella storia a sconfiggere le Sorelle Williams in una finale Slam. Inoltre, si tratta del primo Wimbledon vinto dopo il successo nel 1994 di Conchita Martínez, futura allenatrice proprio di Garbiñe. 
L'anno seguente, raggiunge la semifinale a Parigi ma senza successo, poiché viene fermata dalla futura campionessa Simona Halep.
Dopo un anno e mezzo di crisi, ritorna in finale agli Australian Open 2020. Il primo Grande Slam della stagione è il simbolo della ripartenza tennistica della spagnola, con Conchita Martínez come allenatrice. Infatti, dopo alcune fantastiche e schiaccianti vittorie su Top Ten come Elina Svitolina, Kiki Bertens e Halep, raggiunge la finale: qui verrà rimontata a sorpresa da Sofia Kenin.
Muguruza ha rappresentato la Spagna alle Olimpiadi di Londra 2012, senza andare oltre il terzo turno. 
Per quanto riguarda i tornei di fine anno, vanta in totale cinque presenze: tre alle WTA Finals, disputato tra le migliori otto della stagione, e due all'Elite Trophy, torneo secondario al Master. La prima partecipazione è al WTA Tournament of Champions nel 2014, dove si sbarazza di Alizé Cornet, Flavia Pennetta ed Ekaterina Makarova. Accede, così, alla semifinale dove subisce una severa sconfitta da Andrea Petković. Nel 2015, grazie al forfait di Serena Williams, si presenta alle WTA Finals di Singapore come seconda testa di serie e terza tennista della classifica mondiale. Nel corso del torneo fa bene, difatti raggiunge la semifinale in seguito alle vittorie su Lucie Šafářová, Angelique Kerber e Petra Kvitová; viene poi fermata a sua volta da Agnieszka Radwańska, futura campionessa. Nel biennio seguente, disputerà ancora le WTA Finals, ma senza andare oltre il girone, incassando una sola vittoria nel 2016 e nel 2017. Nel 2018, invece, inizia un lento declino e, come conseguenza, giocherà l'Elite Trophy venendo rimontata nella semifinale da Wang Qiang.

### Tornei del WTA Tour
Muguruza fa il suo esordio nel circuito maggiore entrando negli ottavi di finale a Miami nel 2012, in seguito all'ottenimento di una wildcard da parte degli organizzatori. Qui ottiene anche la sua prima vittoria su una Top Ten, Vera Zvonarëva (n° 9 WTA) nel secondo turno, mentre cede contro Agnieszka Radwańska nel quarto. Diventa così la prima esordiente a superare i primi tre incontri, prima di lei solo Sabine Auer nel 1998. 
Nel 2013, oltre a confermare l'ottavo di finale a Miami, raggiunge tale risultato anche a Indian Wells. Durante questa stagione, comincia ad ottenere anche i primi successi in doppio. Difatti, si aggiudica il titolo a Hobart insieme alla connazionale María Teresa Torró Flor.
Nel 2014, invece, raggiunge la prime due finali in singolare, precisamente negli International di Hobart, imponendosi nettamente su Klára Koukalová infliggendole anche un bagel, e Florianopolis, dove subisce la vendetta in rimonta di Koukalová. In doppio, invece, raggiunge le prime finali importanti in carriera, ovvero nel Premier Mandatory di Madrid e nel Premier di Tokyo (perdendo in entrambe le occasioni in coppia con Carla Suárez Navarro). Invece, insieme a Romina Oprandi vince il secondo titolo in doppio a Marrakech, portando a casa anche il trofeo di Stanford con Suarez Navarro.
Il 2015 rappresenta l'ingresso tra le migliori dieci tenniste del mondo sia in singolare che in doppio. In singolo si aggiudica il primo Premier Mandatory in carriera, il China Open, superando in finale Timea Bacsinszky. Disputa, inoltre, la finale Slam a Wimbledon, poi persa, e la finale a Wuhan, persa contro Venus Williams; in quest'ultimo match si ritira sotto di 3-6 0-3. Nella specialità del doppio si aggiudica due titoli, Birmingham e Tokyo, entrambi con la Suarez Navarro. Vanta anche altre tre finali durante la stagione 2015: Dubai, Madrid e alle WTA Finals di Singapore. Questi saranno gli ultimi successi degni di nota nel doppio, poiché Muguruza successivamente si concentrerà prevalentemente sul gioco singolo. 

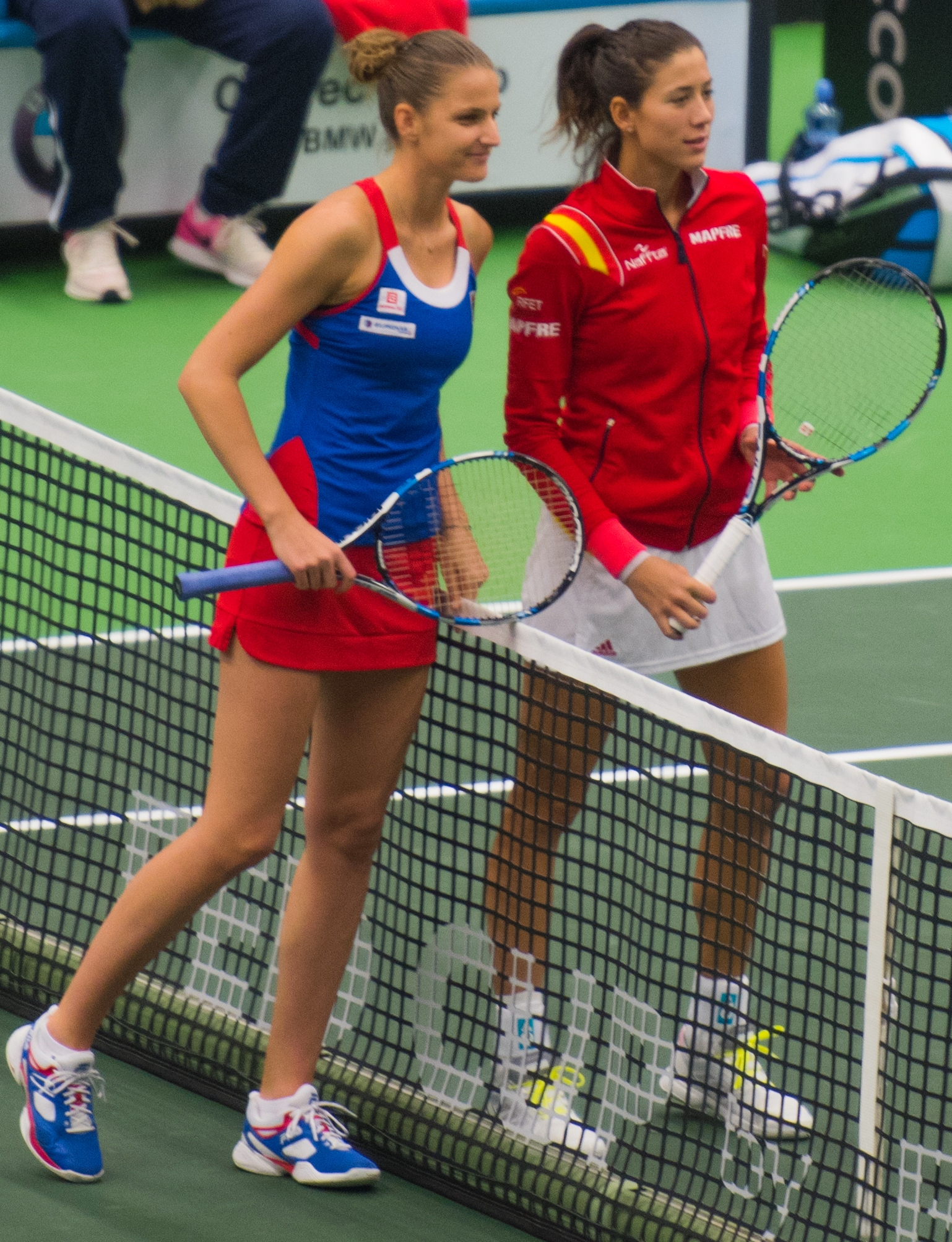
Muguruza nel mese di settembre del 2017 supera Plíšková (a sinistra) in classifica e diventa la nuova numero uno.

Nel 2016 raggiunge la finale al Roland Garros, stavolta con esito positivo vendicandosi su Serena Williams; sarà l'unica finale disputata durante quella stagione. Muguruza disputa anche la semifinale a Roma e Cincinnati. Si afferma come tennista l'anno seguente, grazie alla conquista di Wimbledon, estromettendo Venus Williams, e Cincinnati, infliggendo una lezione a Simona Halep con il punteggio di 6-1 6-0. Nel corso del 2017, disputa anche un quarto turno agli US Open, suo miglior piazzamento newyorkese, in seguito al quale diventa la nuova numero uno del mondo (posizione mantenuta per quattro settimane, venendo poi scalzata da Halep). Sono da segnalare anche i quarti di finale a Indian Wells, Montreal e Wuhan, insieme alla seconda semifinale consecutiva di Roma e la prima a Brisbane. 
Successivamente, nel 2018 si aggiudica l'International di Monterrey rimontando Tímea Babos e raggiunge la finale nel Premier 5 di Doha (sconfitta in tre sets da Petra Kvitová). Tuttavia, a partire dalla semifinale del Roland Garros, la seconda parte della stagione rappresenta per Muguruza l'inizio di un periodo di declino. Infatti, la tennista di origini venezuelane non riuscirà più ad ottenere risultati di rilievo fino alla conquista del secondo titolo a Monterrey nel 2019. 
Il vero ritorno si verifica però nel 2020, quando Garbiñe raggiunge la semifinale a Shenzhen, il quarto di finale a Hobart e, in seguito,  la quarta finale Slam in carriera agli Australian Open, dove la giovane Sofia Kenin le negherà il trionfo in rimonta, dopo aver disputato un ottimo torneo. Successivamente, non vengono disputati tornei dal 9 marzo al 3 agosto a causa della Pandemia di COVID-19 del 2019-2021, ma alla ripresa Garbiñe raggiunge la semifinale agli Internazionali BNL d'Italia a Roma, concludendo la stagione tra le migliori venti tenniste del mondo dopo due anni dall'ultima volta. 

## Statistiche

### Singolare

#### Vittorie (10)
| Legenda               | Legenda      |
| --------------------- | ------------ |
| Grande Slam (2)       |              |
| Ori Olimpici (0)      |              |
| WTA Finals (1)        |              |
| WTA Elite Trophy (0)  |              |
| Dal 2009 al 2020      | Dal 2021     |
| Premier Mandatory (1) | WTA 1000 (1) |
| Premier 5 (1)         | WTA 1000 (1) |
| Premier (0)           | WTA 500 (1)  |
| International (3)     | WTA 250 (0)  |
| WTA 125 (0)           |              |

| N.  | Data             | Torneo                                      | Superficie  | Avversaria in finale | Punteggio     |
| 1.  | 11 gennaio 2014  | Moorilla Hobart International, Hobart       | Cemento     | Klára Zakopalová     | 6–4, 6–0      |
| 2.  | 11 ottobre 2015  | China Open, Pechino                         | Cemento     | Timea Bacsinszky     | 7–5, 6–4      |
| 3.  | 4 giugno 2016    | Open di Francia, Parigi                     | Terra rossa | Serena Williams      | 7–5, 6–4      |
| 4.  | 15 luglio 2017   | Torneo di Wimbledon, Londra                 | Erba        | Venus Williams       | 7–5, 6–0      |
| 5.  | 20 agosto 2017   | Western & Southern Open, Cincinnati         | Cemento     | Simona Halep         | 6–1, 6–0      |
| 6.  | 8 aprile 2018    | Abierto GNP Seguros, Monterrey              | Cemento     | Tímea Babos          | 3–6, 6–4, 6–3 |
| 7.  | 7 aprile 2019    | Abierto GNP Seguros, Monterrey (2)          | Cemento     | Viktoryja Azaranka   | 6–1, 3–1 rit. |
| 8.  | 13 marzo 2021    | Dubai Duty Free Tennis Championships, Dubai | Cemento     | Barbora Krejčíková   | 7–6(6), 6–3   |
| 9.  | 3 ottobre 2021   | Chicago Fall Tennis Classic, Chicago        | Cemento     | Ons Jabeur           | 3–6, 6–3, 6–0 |
| 10. | 17 novembre 2021 | WTA Finals, Guadalajara                     | Cemento     | Anett Kontaveit      | 6–3, 7–5      |

#### Sconfitte (7)
| Legenda               | Legenda      |
| --------------------- | ------------ |
| Grande Slam (2)       |              |
| Argenti Olimpici (0)  |              |
| WTA Finals (0)        |              |
| WTA Elite Trophy (0)  |              |
| Dal 2009 al 2020      | Dal 2021     |
| Premier Mandatory (0) | WTA 1000 (0) |
| Premier 5 (2)         | WTA 1000 (0) |
| Premier (0)           | WTA 500 (2)  |
| International (1)     | WTA 250 (0)  |
| WTA 125 (0)           |              |

| N. | Data             | Torneo                           | Superficie | Avversaria in finale | Punteggio      |
| 1. | 1º marzo 2014    | Brasil Tennis Cup, Florianópolis | Cemento    | Klára Zakopalová     | 6–4, 5–7, 0–6  |
| 2. | 11 luglio 2015   | Torneo di Wimbledon, Londra      | Erba       | Serena Williams      | 4–6, 4–6       |
| 3. | 3 ottobre 2015   | Dongfeng Motor Wuhan Open, Wuhan | Cemento    | Venus Williams       | 3–6, 0–3, rit. |
| 4. | 18 febbraio 2018 | Qatar Total Open, Doha           | Cemento    | Petra Kvitová        | 6–3, 3–6, 4–6  |
| 5. | 1º febbraio 2020 | Australian Open, Melbourne       | Cemento    | Sofia Kenin          | 6–4, 2–6, 2–6  |
| 6. | 7 febbraio 2021  | Yarra Valley Classic, Melbourne  | Cemento    | Ashleigh Barty       | 6(3)–7, 4–6    |
| 7. | 6 marzo 2021     | Qatar Total Open, Doha (2)       | Cemento    | Petra Kvitová        | 2–6, 1–6       |

### Doppio

#### Vittorie (5)
| Legenda               | Legenda      |
| --------------------- | ------------ |
| Grande Slam (0)       |              |
| Ori Olimpici (0)      |              |
| WTA Finals (0)        |              |
| WTA Elite Trophy (0)  |              |
| Dal 2009 al 2020      | Dal 2021     |
| Premier Mandatory (0) | WTA 1000 (0) |
| Premier 5 (0)         | WTA 1000 (0) |
| Premier (3)           | WTA 500 (0)  |
| International (2)     | WTA 250 (0)  |
| WTA 125 (0)           |              |

| N. | Data              | Torneo                                              | Superficie  | Compagna                | Avversarie in finale             | Punteggio        |
| 1. | 12 gennaio 2013   | Moorilla Hobart International, Hobart               | Cemento     | María Teresa Torró Flor | Tímea Babos Mandy Minella        | 6–3, 7–6(5)      |
| 2. | 27 aprile 2014    | Grand Prix SAR La Princesse Lalla Meryem, Marrakech | Terra rossa | Romina Oprandi          | Katarzyna Piter Maryna Zanevs'ka | 4–6, 6–2, [11–9] |
| 3. | 3 agosto 2014     | Bank of the West Classic, Stanford                  | Cemento     | Carla Suárez Navarro    | Paula Kania Kateřina Siniaková   | 6–2, 4–6, [10–5] |
| 4. | 21 giugno 2015    | AEGON Classic, Birmingham                           | Erba        | Carla Suárez Navarro    | Andrea Hlaváčková Lucie Hradecká | 6–4, 6–4         |
| 5. | 26 settembre 2015 | Toray Pan Pacific Open, Tokyo                       | Cemento     | Carla Suárez Navarro    | Chan Hao-ching Chan Yung-jan     | 7–5, 6–1         |

#### Sconfitte (5)
| Legenda               | Legenda      |
| --------------------- | ------------ |
| Grande Slam (0)       |              |
| Argenti Olimpici (0)  |              |
| WTA Finals (1)        |              |
| WTA Elite Trophy (0)  |              |
| Dal 2009 al 2020      | Dal 2021     |
| Premier Mandatory (2) | WTA 1000 (0) |
| Premier 5 (1)         | WTA 1000 (0) |
| Premier (1)           | WTA 500 (0)  |
| International (0)     | WTA 250 (0)  |
| WTA 125 (0)           |              |

| N. | Data              | Torneo                                      | Superficie  | Compagna             | Avversarie in finale              | Punteggio           |
| 1. | 10 maggio 2014    | Mutua Madrid Open, Madrid                   | Terra rossa | Carla Suárez Navarro | Roberta Vinci Sara Errani         | 4–6, 3–6            |
| 2. | 20 settembre 2014 | Toray Pan Pacific Open, Tokyo               | Cemento     | Carla Suárez Navarro | Cara Black Sania Mirza            | 2–6, 5–7            |
| 3. | 21 febbraio 2015  | Dubai Duty Free Tennis Championships, Dubai | Cemento     | Carla Suárez Navarro | Tímea Babos Kristina Mladenovic   | 3–6, 2–6            |
| 4. | 9 maggio 2015     | Mutua Madrid Open, Madrid (2)               | Terra rossa | Carla Suárez Navarro | Casey Dellacqua Jaroslava Švedova | 3–6, 7–6(4), [5–10] |
| 5. | 1º novembre 2015  | WTA Finals, Singapore                       | Cemento (i) | Carla Suárez Navarro | Martina Hingis Sania Mirza        | 0–6, 3–6            |

## Statistiche ITF

### Singolare

#### Vittorie (7)
| Torneo $100.000 (0) |
| Torneo $80.000 (0)  |
| Torneo $75.000 (0)  |
| Torneo $60.000 (0)  |
| Torneo $50.000 (0)  |
| Torneo $25.000 (3)  |
| Torneo $15.000 (0)  |
| Torneo $10.000 (4)  |

| N. | Data             | Torneo                                                | Superficie  | Avversaria in finale | Punteggio           |
| 1. | 20 dicembre 2009 | ITF Ciudad de Vinaros, Vinaròs                        | Terra rossa | Ema Burgić           | 6–2, 3–0 rit.       |
| 2. | 14 febbraio 2010 | Torneo Mallorca II, Maiorca                           | Terra rossa | Katarzyna Kawa       | 3–6, 6–2, 6–0       |
| 3. | 24 aprile 2011   | Torneo Internacional Ciutat de Torrent, Torrent       | Terra rossa | Marina Giral Lore    | 6–1, 6–3            |
| 4. | 19 giugno 2011   | Montemor Ladies Open, Montemor-o-Novo                 | Cemento     | Andrea Gámiz         | 6–4, 6–4            |
| 5. | 17 luglio 2011   | ITF Women's Circuit Caceres, Cáceres                  | Cemento     | Çağla Büyükakçay     | 6–4, 6–3            |
| 6. | 13 novembre 2011 | Femenino Ciudad de Benicarló, Benicarló               | Terra rossa | Elica Kostova        | 7–6(3), 6(4)–7, 6–3 |
| 7. | 18 marzo 2012    | Sheriff Jim Coats Clearwater Women's Open, Clearwater | Cemento     | Grace Min            | 6–0, 6–1            |

#### Sconfitte (6)
| Torneo $100.000 (1) |
| Torneo $80.000 (0)  |
| Torneo $75.000 (0)  |
| Torneo $60.000 (0)  |
| Torneo $50.000 (1)  |
| Torneo $25.000 (0)  |
| Torneo $15.000 (0)  |
| Torneo $10.000 (4)  |

| N. | Data              | Torneo                                             | Superficie  | Avversaria in finale    | Punteggio        |
| 1. | 17 maggio 2009    | ITF Women's Circuit Antalya-Manavgat, Adalia       | Terra rossa | Amanda Carreras         | 5–7, 5–7         |
| 2. | 7 febbraio 2010   | Torneo Mallorca I, Maiorca                         | Terra rossa | Viktorija Kamenskaja    | 6(4)–7, 6–3, 2–6 |
| 3. | 27 marzo 2011     | GD Tennis Cup, Adalia                              | Terra rossa | Réka Luca Jani          | 2–6, 1–6         |
| 4. | 26 giugno 2011    | Torneio Internacional Cidade de Alcobaça, Alcobaça | Terra rossa | Victoria Larrière       | 3–6, 6–3, 3–6    |
| 5. | 18 settembre 2011 | Save Cup, Mestre                                   | Terra rossa | Mona Barthel            | 5–7, 2–6         |
| 6. | 22 luglio 2012    | BCR Open Romania Ladies, Bucarest                  | Terra rossa | María Teresa Torró Flor | 3–6, 6–4, 4–6    |

### Doppio

#### Vittorie (1)
| Torneo $100.000 (0) |
| Torneo $80.000 (0)  |
| Torneo $75.000 (0)  |
| Torneo $60.000 (0)  |
| Torneo $50.000 (0)  |
| Torneo $25.000 (0)  |
| Torneo $15.000 (0)  |
| Torneo $10.000 (1)  |

| N. | Data            | Torneo                                                    | Superficie  | Partner        | Rivali in finale       | Risultato |
| 1. | 11 ottobre 2009 | Les Franqueses Del Valles Open, Les Franqueses del Vallès | Terra rossa | Ximena Hermoso | Efrat Mishor Anna Zaja | 6–2, 6–2  |

#### Sconfitte (1)
| Torneo $100.000 (0) |
| Torneo $80.000 (0)  |
| Torneo $75.000 (0)  |
| Torneo $60.000 (0)  |
| Torneo $50.000 (0)  |
| Torneo $25.000 (0)  |
| Torneo $15.000 (0)  |
| Torneo $10.000 (1)  |

| N. | Data              | Torneo                       | Superficie  | Partner        | Rivali in finale                  | Risultato |
| 1. | 19 settembre 2009 | Trofeig Ana Huidobro, Lleida | Terra rossa | Ximena Hermoso | Sofia Kvatsabaia Avgusta Cjbjšëva | 3–6, 2–6  |

## Risultati in progressione
| Sigla | Risultato               |
| ----- | ----------------------- |
| V     | Vincitore               |
| F     | Finalista               |
| SF    | Semifinalista           |
| O     | Oro olimpico            |
| A     | Argento olimpico        |
| SF    | Bronzo olimpico         |
| QF    | Quarti di Finale        |
| 4T    | Quarto turno            |
| 3T    | Terzo turno             |
| 2T    | Secondo turno           |
| 1T    | Primo turno             |
| RR    | Round Robin             |
| LQ    | Turno di qualificazione |
| A     | Assente                 |
| ND    | Non disputato           |

| Legenda superfici    |
| -------------------- |
| Cemento              |
| Terra battuta        |
| Erba                 |
| Superficie variabile |

### Singolare
Aggiornato a fine carriera
| Torneo                 | 2012            | 2013            | 2014            | 2015            | 2016            | 2017            | 2018            | 2019            | 2020          | 2021          | 2022            | 2023            | Titoli      | V–S         |
| ---------------------- | --------------- | --------------- | --------------- | --------------- | --------------- | --------------- | --------------- | --------------- | ------------- | ------------- | --------------- | --------------- | ----------- | ----------- |
| Tornei del Grande Slam |                 |                 |                 |                 |                 |                 |                 |                 |               |               |                 |                 |             |             |
| Australian Open        | A               | 2T              | 4T              | 4T              | 3T              | QF              | 2T              | 4T              | F             | 4T            | 2T              | 2T              | 0 / 11      | 27–11       |
| Open di Francia        | Q3              | 2T              | QF              | QF              | V               | 4T              | SF              | 4T              | 3T            | 1T            | 1T              | A               | 1 / 10      | 29–9        |
| Wimbledon              | Q2              | 2T              | 1T              | F               | 2T              | V               | 2T              | 1T              | ND            | 3T            | 1T              | A               | 1 / 9       | 18–8        |
| US Open                | 1T              | A               | 1T              | 2T              | 2T              | 4T              | 2T              | 1T              | 2T            | 4T            | 3T              | A               | 0 / 10      | 12–10       |
| Vittorie–sconfitte     | 0–1             | 3–3             | 7–4             | 14–4            | 11–3            | 17–3            | 8–4             | 6–4             | 9–3           | 8–4           | 3–4             | 0–1             | 2 / 40      | 86–38       |
| Giochi olimpici        |                 |                 |                 |                 |                 |                 |                 |                 |               |               |                 |                 |             |             |
| Giochi olimpici        | A               | Non disputati   | Non disputati   | Non disputati   | 3T              | Non disputati   | Non disputati   | Non disputati   | Non disputati | QF            | Non disputati   | Non disputati   | 0 / 2       | 5–2         |
| Torneo di fine anno    |                 |                 |                 |                 |                 |                 |                 |                 |               |               |                 |                 |             |             |
| WTA Finals             | Non qualificata | Non qualificata | Non qualificata | SF              | RR              | RR              | Non qualificata | Non qualificata | ND            | V             | Non qualificata | Non qualificata | 1 / 4       | 9–6         |
| WTA Elite Trophy       | Non qualificata | Non qualificata | SF              | Non qualificata | Non qualificata | Non qualificata | SF              | NQ              | Non disputato | Non disputato | Non disputato   | NQ              | 0 / 2       | 5–2         |
| Tornei di squadra      |                 |                 |                 |                 |                 |                 |                 |                 |               |               |                 |                 |             |             |
| Fed Cup                | Assente         | Assente         | Assente         | RR              | RR              | QF              | RR              | RR              | Assente       | 0 / 5         | 9–2             |                 |             |             |
| WTA 1000               |                 |                 |                 |                 |                 |                 |                 |                 |               |               |                 |                 |             |             |
| Doha / Dubai           | Assente         | Assente         | Assente         | SF              | QF              | 2T              | F               | 3T              | QF            | V             | QF              | A               | 1 / 8       | 21–7        |
| Indian Wells           | A               | 4T              | 2T              | 3T              | 2T              | QF              | 1T              | QF              | ND            | 2T            | 2T              | A               | 0 / 9       | 10–9        |
| Miami                  | 4T              | 4T              | 2T              | 3T              | 4T              | 4T              | 3T              | 2T              | ND            | 4T            | Assente         | Assente         | 0 / 9       | 15–9        |
| Madrid                 | 1T              | Q2              | 2T              | 2T              | 2T              | 1T              | 3T              | 1T              | ND            | A             | 2T              | A               | 0 / 8       | 6–8         |
| Roma                   | A               | 2T              | 2T              | A               | SF              | SF              | 2T              | 3T              | SF            | 3T            | 2T              | A               | 0 / 9       | 16–9        |
| Montréal / Toronto     | A               | A               | 2T              | 2T              | A               | QF              | Assente         | Assente         | ND            | 2T            | 2T              | A               | 0 / 5       | 4–5         |
| Cincinnati             | Q1              | A               | 1T              | 1T              | SF              | V               | 1T              | 1T              | A             | 3T            | 2T              | A               | 1 / 8       | 9–7         |
| Tokyo / Wuhan          | Q2              | A               | 3T              | F               | 2T              | QF              | 3T              | 2T              | Non disputato | Non disputato | Non disputato   | Non disputato   | 0 / 6       | 13–6        |
| Pechino                | Q1              | A               | 1T              | V               | 3T              | 1T              | 2T              | 1T              | Non disputato | Non disputato | Non disputato   | A               | 1 / 6       | 8–5         |
| WTA 500                |                 |                 |                 |                 |                 |                 |                 |                 |               |               |                 |                 |             |             |
| Abu Dhabi              | Non disputato   | Non disputato   | Non disputato   | Non disputato   | Non disputato   | Non disputato   | Non disputato   | Non disputato   | Non disputato | 3T            | ND              | A               | 0 / 1       | 2–1         |
| Brisbane               | Assente         | Assente         | Assente         | Assente         | 2T              | SF              | 2T              | Assente         | Assente       | F             | Non disputato   | Non disputato   | 0 / 4       | 7–4         |
| Sydney                 | Assente         | Assente         | Assente         | QF              | Assente         | Assente         | QF              | 2T              | Assente       | Assente       | QF              | 1T              | 0 / 6       | 5–6         |
| Parigi                 | Q3              | Q2              | A               | Non disputato   | Non disputato   | Non disputato   | Non disputato   | Non disputato   | Non disputato | Non disputato | Non disputato   | Non disputato   | 0 / 0       | 0–0         |
| Doha / Dubai           | Assente         | Assente         | Assente         | SF              | 2T              | 2T              | SF              | 3T              | QF            | F             | QF              | A               | 0 / 8       | 14–8        |
| Stoccarda              | A               | Q3              | A               | 2T              | QF              | 2T              | 2T              | A               | ND            | Assente       | Assente         | Assente         | 0 / 4       | 2–4         |
| Birmingham             | Non WTA 500     | Non WTA 500     | A               | 1T              | Assente         | Assente         | Assente         | Assente         | Non WTA 500   | Non WTA 500   | Non WTA 500     | Non WTA 500     | 0 / 1       | 0–1         |
| Eastbourne             | Assente         | Assente         | Assente         | 3T              | A               | 2T              | Assente         | Assente         | ND            | A             | 3T              | A               | 0 / 3       | 2–3         |
| Berlino                | Non disputato   | Non disputato   | Non disputato   | Non disputato   | Non disputato   | Non disputato   | Non disputato   | Non disputato   | Non disputato | QF            | 1T              | A               | 0 / 2       | 2–2         |
| Stanford/San Jose      | Assente         | Assente         | QF              | Assente         | Assente         | SF              | Assente         | Assente         | ND            | Assente       | Assente         | Assente         | 0 / 2       | 4–2         |
| New Haven              | Q3              | A               | QF              | Assente         | Assente         | Assente         | Assente         | Non disputato   | Non disputato | Non disputato | Non disputato   | Non disputato   | 0 / 1       | 2–1         |
| San Diego              | Non disputato   | Non disputato   | Non disputato   | Non disputato   | Non disputato   | Non disputato   | Non disputato   | Non disputato   | Non disputato | Non disputato | 1T              | A               | 0 / 1       | 0–0         |
| Tokyo                  | Q2              | A               | SF              | QF              | QF              | SF              | 2T              | 1T              | Non disputato | Non disputato | QF              | A               | 0 / 7       | 9–7         |
| Mosca                  | Assente         | Assente         | Assente         | Assente         | Assente         | Assente         | Assente         | Assente         | ND            | QF            | Non disputato   | Non disputato   | 0 / 1       | 1–1         |
| Carriera               |                 |                 |                 |                 |                 |                 |                 |                 |               |               |                 |                 |             |             |
| Tornei giocati         | 8               | 12              | 23              | 20              | 20              | 21              | 22              | 16              | 8             | 19            | 17              | 4               | 190         | 190         |
| Titoli                 | 0               | 0               | 1               | 1               | 1               | 2               | 1               | 1               | 0             | 3             | 0               | 0               | 10          | 10          |
| Finali                 | 0               | 0               | 2               | 3               | 1               | 2               | 2               | 1               | 1             | 5             | 0               | 0               | 17          | 17          |
| Cemento V–S            | 3–4             | 8–6             | 27–15           | 27–12           | 20–15           | 31–15           | 24–14           | 17–12           | 17–5          | 35–12         | 5–5             | 0–4             | 8 / 120     | 217–124     |
| Terra V–S              | 3–3             | 2–4             | 9–4             | 7–4             | 14–3            | 6–4             | 7–4             | 5–3             | 6–2           | 3–3           | 2–4             | 0–0             | 1 / 39      | 64–38       |
| Erba V–S               | 0–1             | 4–2             | 2–2             | 7–3             | 1–2             | 10–2            | 2–2             | 0–1             | 0–0           | 4–2           | 1–3             | 0–0             | 1 / 21      | 31–20       |
| Totale V–S             | 6–8             | 14–12           | 38–21           | 41–19           | 35–20           | 47–21           | 33–20           | 22–16           | 23–7          | 42–17         | 12–17           | 0–4             | 10 / 190    | 312–182     |
| Vittorie %             | 43%             | 54%             | 64%             | 68%             | 64%             | 69%             | 62%             | 58%             | 77%           | 71%           | 41%             | 0%              | 63%         | 63%         |
| Ranking di fine anno   | 104             | 64              | 20              | 3               | 7               | 2               | 18              | 36              | 15            | 3             | 55              | 1056            | $24.813.892 | $24.813.892 |

### Doppio
| Torneo               | 2013          | 2014          | 2015          | 2016            | 2017            | 2018            | 2019            | 2020            | 2021            | 2022            | Titoli             | V-S                |
| -------------------- | ------------- | ------------- | ------------- | --------------- | --------------- | --------------- | --------------- | --------------- | --------------- | --------------- | ------------------ | ------------------ |
| Australian Open      | A             | 2T            | 2T            | Assente         | Assente         | Assente         | Assente         | Assente         | Assente         | Assente         | 0 / 2              | 2–2                |
| Open di Francia      | 1T            | SF            | 1T            | Assente         | Assente         | Assente         | Assente         | Assente         | Assente         | Assente         | 0 / 3              | 4–3                |
| Wimbledon            | 1T            | 3T            | 2T            | Assente         | Assente         | Assente         | Assente         | ND              | Assente         | Assente         | 0 / 3              | 3–3                |
| US Open              | A             | 3T            | 2T            | Assente         | Assente         | Assente         | Assente         | Assente         | Assente         | Assente         | 0 / 2              | 3–2                |
| Totale               | 0–2           | 9–4           | 3–4           | 0–0             | 0–0             | 0–0             | 0–0             | 0–0             | 0–0             | 0–0             | 0 / 10             | 12–10              |
| Giochi olimpici      |               |               |               |                 |                 |                 |                 |                 |                 |                 |                    |                    |
| Giochi olimpici      | Non disputati | Non disputati | Non disputati | A               | Non disputati   | Non disputati   | Non disputati   | Non disputati   | 2T              | ND              | 0 / 1              | 1–1                |
| Torneo di fine anno  |               |               |               |                 |                 |                 |                 |                 |                 |                 |                    |                    |
| WTA Finals           | NQ            | QF            | F             | Non qualificata | Non qualificata | Non qualificata | Non qualificata | Non qualificata | Non qualificata | Non qualificata | 0 / 2              | 3–3                |
| WTA 1000             |               |               |               |                 |                 |                 |                 |                 |                 |                 |                    |                    |
| Indian Wells         | A             | A             | 2T            | 1T              | Assente         | Assente         | 2T              | ND              | Assente         | Assente         | 0 / 3              | 2–2                |
| Miami                | 1T            | QF            | 2T            | Assente         | Assente         | Assente         | Assente         | ND              | Assente         | Assente         | 0 / 3              | 3–3                |
| Madrid               | 1T            | F             | F             | 2T              | Assente         | Assente         | Assente         | ND              | Assente         | Assente         | 0 / 4              | 8–3                |
| Doha / Dubai         | Assente       | Assente       | F             | Assente         | Assente         | Assente         | Assente         | Assente         | Assente         | Assente         | 0 / 1              | 4–1                |
| Montréal / Toronto   | A             | 2T            | 2T            | Assente         | Assente         | Assente         | Assente         | ND              | Assente         | Assente         | 0 / 2              | 2–2                |
| Cincinnati           | A             | QF            | 1T            | Assente         | Assente         | Assente         | Assente         | ND              | Assente         | Assente         | 1 / 6              | 8–5                |
| Tokyo / Wuhan        | NP5           | 2T            | QF            | Assente         | Assente         | Assente         | Assente         | Non disputato   | Non disputato   | A               | 0 / 2              | 3–2                |
| Pechino              | A             | QF            | Assente       | Assente         | Assente         | Assente         | Assente         | Non disputato   | Non disputato   | Non disputato   | 0 / 1              | 1–1                |
| WTA 500              |               |               |               |                 |                 |                 |                 |                 |                 |                 |                    |                    |
| Abu Dhabi            | Non disputato | Non disputato | Non disputato | Non disputato   | Non disputato   | Non disputato   | Non disputato   | Non disputato   | QF              | ND              | 0 / 1              | 2–1                |
| Doha / Dubai         | Assente       | Assente       | F             | Assente         | Assente         | Assente         | Assente         | Assente         | Assente         | Assente         | 0 / 1              | 4–1                |
| Birmingham           | NP            | NP            | 1T            | Assente         | Assente         | Assente         | Assente         | Non WTA 500     | Non WTA 500     | Non WTA 500     | 0 / 1              | 0–1                |
| Berlino              | Non disputato | Non disputato | Non disputato | Non disputato   | Non disputato   | Non disputato   | Non disputato   | Non disputato   | 1T              | 1T              | 0 / 2              | 0–2                |
| Stanford             | A             | V             | Assente       | Assente         | Assente         | Assente         | Assente         | ND              | Assente         | Assente         | 1 / 1              | 4–0                |
| New Haven            | A             | 1T            | Assente       | Assente         | Assente         | Assente         | Non WTA 500     | Non WTA 500     | Non WTA 500     | Non WTA 500     | 0 / 1              | 0–1                |
| Tokyo                | A             | F             | V             | Assente         | Assente         | Assente         | Assente         | Non disputato   | Non disputato   | A               | 1 / 2              | 7–1                |
| Carriera             |               |               |               |                 |                 |                 |                 |                 |                 |                 |                    |                    |
| Tornei giocati       | 8             | 16            | 14            | 3               | 1               | 1               | 1               | 0               | 3               | 1               | 45                 | 45                 |
| Titoli               | 1             | 2             | 2             | 0               | 0               | 0               | 0               | 0               | 0               | 0               | 5                  | 5                  |
| Finali               | 1             | 4             | 5             | 0               | 0               | 0               | 0               | 0               | 0               | 0               | 10                 | 10                 |
| Totale V–S           | 2–3           | 31–13         | 26–14         | 3–2             | 1–1             | 1–1             | 2–1             | 0–0             | 4–3             | 0–1             | 5 / 10             | 83–51              |
| Vittorie %           | 42%           | 70%           | 65%           | 60%             | 50%             | 50%             | 67%             | –               | 57%             | 0%              | 62%                | 62%                |
| Ranking di fine anno | 153           | 16            | 16            | 387             | 466             | 493             | 480             | 505             | N.D.            | N.D.            | Best ranking n. 10 | Best ranking n. 10 |

Note
1. 1 2  Dal 2009 al 2020 i tornei WTA 1000 erano così suddivisi: Premier Mandatory (Indian Wells, Miami, Madrid e Pechino) e Premier 5 (Doha/Dubai, Roma, Montréal/Toronto, Cincinnati e Wuhan).
2. 1 2 3 4  Il Dubai Tennis Championships e il Qatar Ladies Open di Doha si scambiarono frequentemente lo status tra evento Premier ed evento Premier 5 dal 2009 al 2020, mentre dal 2021 al 2023 tra evento WTA 1000 e WTA 500.
3. 1 2  Nel 2014 il Toray Pan Pacific Open ha cambiato lo status in evento Premier ed è stato sostituito dal Wuhan Open come evento Premier 5.
4. ↑  Si ritira prima del terzo turno; non è considerata una sconfitta per Muguruza o vittoria per l'avversaria.
5. 1 2  Dal 2009 al 2021 i tornei WTA 500 venivano chiamati Premier.
6. ↑  Dal 2021 al 2023 il torneo di Brisbane non è stato disputato a causa delle restrizioni dovute alla pandemia di COVID-19. Esclusivamente per l'edizione 2021 è stato rimpiazzato con due tornei a Melbourne, tra cui il Yarra Valley Classic disputato da Muguruza.
7. ↑  Dal 2020 è stato sostituito dall'Adelaide International come evento Premier/500, ad eccezione dell'edizione 2022.
8. 1 2  Nel 2023 sono state disputate due edizioni del torneo, disputate entrambe da Muguruza ed entrambe perse al primo turno.
9. ↑  Nel 2019 è stato eccezionalmente disputato ad Osaka.

## Striscia di vittorie nei Grandi Slam
|       | Australian Open 2020          | Australian Open 2020 | Australian Open 2020 |
| Turno | Avversaria                    | Ranking              | Punteggio            |
| ----- | ----------------------------- | -------------------- | -------------------- |
| 1T    | Shelby Rogers (Q)             | 155                  | 0–6, 6–1, 6–0        |
| 2T    | Ajla Tomljanović              | 52                   | 6–3, 3–6, 6–3        |
| 3T    | Elina Svitolina (5)           | 5                    | 6–1, 6–2             |
| 4T    | Kiki Bertens (10)             | 10                   | 6–3, 6–3             |
| QF    | Anastasija Pavljučenkova (30) | 30                   | 7–5, 6–3             |
| SF    | Simona Halep (4)              | 3                    | 7–6(6), 7–5          |
| F     | Sofia Kenin                   | 15                   | 6–4, 2–6, 2–6        |

|       | Open di Francia 2016      | Open di Francia 2016 | Open di Francia 2016 |
| Turno | Avversaria                | Ranking              | Punteggio            |
| ----- | ------------------------- | -------------------- | -------------------- |
| 1T    | Anna Karolína Schmiedlová | 38                   | 3–6, 6–3, 6–3        |
| 2T    | Myrtille Georges (WC)     | 203                  | 6–0, 6–2             |
| 3T    | Yanina Wickmayer          | 54                   | 6–3, 6–0             |
| 4T    | Svetlana Kuznecova (13)   | 15                   | 6–3, 6–4             |
| QF    | Shelby Rogers             | 108                  | 7–5, 6–3             |
| SF    | Samantha Stosur (21)      | 24                   | 6–2, 6–4             |
| V     | Serena Williams (1)       | 1                    | 7–5, 6–4             |

|       | Wimbledon 2017         | Wimbledon 2017 | Wimbledon 2017 |
| Turno | Avversaria             | Ranking        | Punteggio      |
| ----- | ---------------------- | -------------- | -------------- |
| 1T    | Ekaterina Aleksandrova | 75             | 6–2, 6–4       |
| 2T    | Yanina Wickmayer       | 96             | 6–2, 6–4       |
| 3T    | Sorana Cîrstea         | 63             | 6–2, 6–2       |
| 4T    | Angelique Kerber (1)   | 1              | 4–6, 6–4, 6–4  |
| QF    | Svetlana Kuznecova (7) | 8              | 6–3, 6–4       |
| SF    | Magdaléna Rybáriková   | 87             | 6–1, 6–1       |
| V     | Venus Williams (10)    | 11             | 7–5, 6–0       |

|       | US Open 2017              | US Open 2017 | US Open 2017 |
| Turno | Avversaria                | Ranking      | Punteggio    |
| ----- | ------------------------- | ------------ | ------------ |
| 1T    | Varvara Lepchenko         | 64           | 6–0, 6–3     |
| 2T    | Duan Yingying             | 92           | 6–4, 6–0     |
| 3T    | Magdaléna Rybáriková (31) | 32           | 6–1, 6–1     |
| 4T    | Petra Kvitová (13)        | 14           | 6(3)–7, 3–6  |

## Vittorie contro giocatrici Top 10
| Stagione | 2012 | 2013 | 2014 | 2015 | 2016 | 2017 | 2018 | 2019 | 2020 | 2021 | Totale |
| Vittorie | 1    | 1    | 3    | 10   | 4    | 8    | 2    | 3    | 3    | 7    | 42     |

| #    | Giocatrice              | Ranking | Evento                            | Superficie  | Turno | Punteggio         | Rank. GMR |
| ---- | ----------------------- | ------- | --------------------------------- | ----------- | ----- | ----------------- | --------- |
| 2012 |                         |         |                                   |             |       |                   |           |
| 1.   | Vera Zvonarëva          | 9       | Miami Open, Miami                 | Cemento     | 2T    | 6–4, 6–3          | 208       |
| 2013 |                         |         |                                   |             |       |                   |           |
| 2.   | Caroline Wozniacki      | 9       | Miami Open, Miami                 | Cemento     | 3T    | 6–2, 6–4          | 73        |
| 2014 |                         |         |                                   |             |       |                   |           |
| 3.   | Caroline Wozniacki (2)  | 10      | Australian Open, Melbourne        | Cemento     | 3T    | 4–6, 7–5, 6–3     | 38        |
| 4.   | Serena Williams         | 1       | Open di Francia, Parigi           | Terra rossa | 2T    | 6–2, 6–2          | 35        |
| 5.   | Simona Halep (1)        | 2       | Wuhan Open, Wuhan                 | Cemento     | 2T    | 2–6, 6–2, 6–3     | 22        |
| 2015 |                         |         |                                   |             |       |                   |           |
| 6.   | Agnieszka Radwańska     | 6       | Sydney International, Sydney      | Cemento     | 2T    | 3–6, 7–6(4), 6–2  | 24        |
| 7.   | Simona Halep (2)        | 3       | Fed Cup, Galați                   | Cemento     | WG II | 6–4, 6–3          | 24        |
| 8.   | Agnieszka Radwańska (2) | 8       | Dubai Tennis Championships, Dubai | Cemento     | 3T    | 6–4, 6–2          | 24        |
| 9.   | Angelique Kerber        | 10      | Torneo di Wimbledon, Londra       | Erba        | 3T    | 7–6(12), 1–6, 6–2 | 20        |
| 10.  | Caroline Wozniacki (3)  | 5       | Torneo di Wimbledon, Londra       | Erba        | 4T    | 6–4, 6–4          | 20        |
| 11.  | Ana Ivanović            | 9       | Wuhan Open, Wuhan                 | Cemento     | 3T    | 4–6, 6–1, 6–0     | 8         |
| 12.  | Agnieszka Radwańska (3) | 8       | China Open, Pechino               | Cemento     | SF    | 4–6, 6–3, 6–4     | 8         |
| 13.  | Lucie Šafářová          | 9       | WTA Finals, Singapore             | Cemento (i) | RR    | 6–3, 7–6(4)       | 3         |
| 14.  | Angelique Kerber (2)    | 7       | WTA Finals, Singapore             | Cemento (i) | RR    | 6–4, 6–4          | 3         |
| 15.  | Petra Kvitová           | 5       | WTA Finals, Singapore             | Cemento (i) | RR    | 6–4, 4–6, 7–5     | 3         |
| 2016 |                         |         |                                   |             |       |                   |           |
| 16.  | Roberta Vinci           | 8       | Fed Cup, Lleida                   | Terra rossa | PO    | 6–2, 6–2          | 4         |
| 17.  | Timea Bacsinszky        | 10      | Internazionali d'Italia, Roma     | Terra rossa | QF    | 7–5, 6–2          | 4         |
| 18.  | Serena Williams (2)     | 1       | Open di Francia, Parigi           | Terra rossa | F     | 7–5, 6–4          | 4         |
| 19.  | Svetlana Kuznecova      | 9       | WTA Finals, Singapore             | Cemento (i) | RR    | 3–6, 6–0, 6–1     | 6         |
| 2017 |                         |         |                                   |             |       |                   |           |
| 20.  | Svetlana Kuznecova (2)  | 9       | Brisbane International, Brisbane  | Cemento     | QF    | 7–5, 6–4          | 7         |
| 21.  | Elina Svitolina         | 10      | Indian Wells Open, Indian Wells   | Cemento     | 4T    | 7–6(3), 1–6, 6–0  | 7         |
| 22.  | Angelique Kerber (3)    | 1       | Torneo di Wimbledon, Londra       | Erba        | 4T    | 4–6, 6–4, 6–4     | 15        |
| 23.  | Svetlana Kuznecova (3)  | 8       | Torneo di Wimbledon, Londra       | Erba        | QF    | 6–3, 6–4          | 15        |
| 24.  | Svetlana Kuznecova (4)  | 8       | Cincinnati Open, Cincinnati       | Cemento     | QF    | 6–2, 5–7, 7–5     | 6         |
| 25.  | Karolína Plíšková       | 1       | Cincinnati Open, Cincinnati       | Cemento     | SF    | 6–3, 6–2          | 6         |
| 26.  | Simona Halep (3)        | 2       | Cincinnati Open, Cincinnati       | Cemento     | F     | 6–1, 6–0          | 6         |
| 27.  | Jeļena Ostapenko        | 7       | WTA Finals, Singapore             | Cemento (i) | RR    | 6–3, 6–4          | 2         |
| 2018 |                         |         |                                   |             |       |                   |           |
| 28.  | Caroline Garcia         | 7       | Qatar Total Open, Doha            | Cemento     | QF    | 3–6, 6–1, 6–4     | 4         |
| 29.  | Caroline Garcia (2)     | 7       | Dubai Tennis Championships, Dubai | Cemento     | QF    | 7–5, 6–2          | 3         |
| 2019 |                         |         |                                   |             |       |                   |           |
| 30.  | Serena Williams (3)     | 10      | Indian Wells Open, Indian Wells   | Cemento     | 3T    | 6–3, 1–0 rit.     | 20        |
| 31.  | Kiki Bertens            | 7       | Indian Wells Open, Indian Wells   | Cemento     | 4T    | 5–7, 6–1, 6–4     | 20        |
| 32.  | Elina Svitolina (2)     | 9       | Open di Francia, Parigi           | Terra rossa | 3T    | 6–3, 6–3          | 19        |
| 2020 |                         |         |                                   |             |       |                   |           |
| 33.  | Elina Svitolina (3)     | 5       | Australian Open, Melbourne        | Cemento     | 3T    | 6–1, 6–2          | 32        |
| 34.  | Kiki Bertens (2)        | 10      | Australian Open, Melbourne        | Cemento     | 4T    | 6–3, 6–3          | 32        |
| 35.  | Simona Halep (4)        | 3       | Australian Open, Melbourne        | Cemento     | SF    | 7–6(8), 7–5       | 32        |
| 2021 |                         |         |                                   |             |       |                   |           |
| 36.  | Sofia Kenin             | 4       | Yarra Valley Classic, Melbourne   | Cemento     | QF    | 6–2, 6–2          | 15        |
| 37.  | Aryna Sabalenka         | 8       | Qatar Ladies Open, Doha           | Cemento     | 2T    | 6–2, 6(5)–7, 6–3  | 16        |
| 38.  | Aryna Sabalenka (2)     | 8       | Dubai Tennis Championships, Dubai | Cemento     | QF    | 3–6, 6–3, 6–2     | 16        |
| 39.  | Barbora Krejčíková      | 4       | WTA Finals, Guadalajara           | Cemento     | RR    | 2–6, 6–3, 6–4     | 5         |
| 40.  | Anett Kontaveit         | 8       | WTA Finals, Guadalajara           | Cemento     | RR    | 6–4, 6–4          | 5         |
| 41.  | Paula Badosa            | 10      | WTA Finals, Guadalajara           | Cemento     | SF    | 6–3, 6–3          | 5         |
| 42.  | Anett Kontaveit (2)     | 8       | WTA Finals, Guadalajara           | Cemento     | F     | 6–3, 7–5          | 5         |

## Montepremi annuali
| Anno   | Grandi Slam | WTA Tour | Totale | Guadagni ($) | Posizione |
| ------ | ----------- | -------- | ------ | ------------ | --------- |
| 2012   | 0           | 0        | 0      | 166.195 $    | N.D.      |
| 2013   | 0           | 0        | 0      | 320.450 $    | 83        |
| 2014   | 0           | 1        | 1      | 1.194.824$   | 12        |
| 2015   | 0           | 1        | 1      | 4.498.308 $  | 3         |
| 2016   | 1           | 0        | 1      | 3.903.388 $  | 7         |
| 2017   | 1           | 1        | 2      | 5.433.457 $  | 2         |
| 2018   | 0           | 1        | 1      | 2.071.708 $  | 14        |
| 2019   | 0           | 1        | 1      | 1.025.618 $  | 42        |
| 2020   | 0           | 0        | 0      | 1.942.072 $  | 5         |
| 2021   | 0           | 3        | 3      | 2.846.871 $  | 5         |
| 2022   | 0           | 0        | 0      | 707.389 $    | 57        |
| 2023   | 0           | 0        | 0      | 99.831 $     | N.D.      |
| Totale | 2           | 8        | 10     | 24.813.892$  | 13        |

I colori sono utilizzati quando la tennista compare tra le prime 10 in ordine di guadagni annuali.